# کیمبو اسلایس
کیمبو اسلایس (انگلیسی: Kimbo Slice; ۸ فوریهٔ ۱۹۷۴ – ۶ ژوئن ۲۰۱۶) بازیگر سینما، بوکسور، بازیگر، و کشتی‌گیر کشتی حرفه‌ای اهل ایالات متحده آمریکا بود.